# Sportjahr 1883
Liste der Sportjahre

◄◄ | ◄ | 1879 | 1880 | 1881 | 1882 | Sportjahr 1883 | 1884 | 1885 | 1886 | 1887 | ► | ►►

Weitere Ereignisse

## Ereignisse

### Baseball
- Das Baseballteam Philadelphia Quakers wird gegründet.
- Das Baseballteam New York Gothams wird gegründet.

### Fußball
- Der walisische Fußballverein Rhyl FC wird gegründet.

### Radsport
- 24. Februar: Der Wiener Cyclisten Club, der älteste Sportverein Österreichs, wird als reiner Radsportverein gegründet.
- Der Radsport Club Charlottenburg e. V. wird gegründet. Der Verein ist damit der älteste Radsportverein Berlins und einer der ältesten in Deutschland.

### Rugby
- 16. Dezember 1882 bis 3. März: Home Nations Championship 1883
- Der Schotte Ned Haig erfindet das 7er-Rugby.

### Rudern
- 15. März: Oxford besiegt Cambridge im Boat Race in 21'18".
- 18. März: Der Deutsche Ruderverband wird gegründet. In seiner Satzung hat er einen Amateurparagraphen, der dazu ausgelegt ist, Arbeitern den Zugang zum Verband zu verwehren.

### Schach

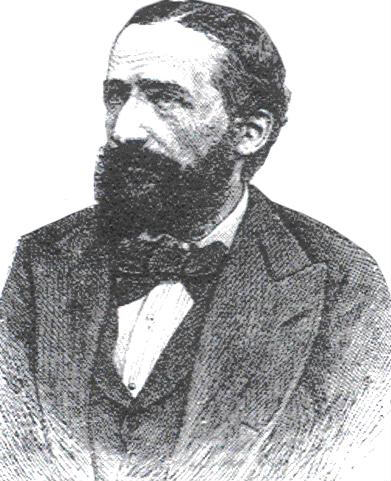
Johannes Zukertort

- 26. April bis 23. Juni: Beim stark besetzten Schachturnier zu London siegt Johannes Hermann Zukertort vor Wilhelm Steinitz. Die beiden Spieler kämpfen drei Jahre später um die Schachweltmeisterschaft. Zukertort spielt bei dem Turnier die Partie Zukertort – Blackburne, London 1883 gegen Joseph Henry Blackburne, die von beiden später als eine ihrer besten Partien bezeichnet wird.

### Schwimmen
- 24. Juli: Beim Versuch, für ein Preisgeld von 12.000 Britisches Pfund die Whirlpool Rapids des Niagara River zu durchschwimmen, wird Matthew Webb von einem Strudel in die Tiefe gezogen. Vier Tage später wird seine Leiche gefunden. Rund acht Jahre zuvor war es Webb als Erstem gelungen, den Ärmelkanal ohne Hilfsmittel zu durchschwimmen.
- 19. August: Die erste deutsche Meisterschaft im Schwimmen wird in Grunewald im Halensee ausgetragen. Sieger wird Wilhelm Krüger aus Hamburg über die englische Meile (1609 Meter) mit einer Zeit von 41:03 Minuten.

### Tennis

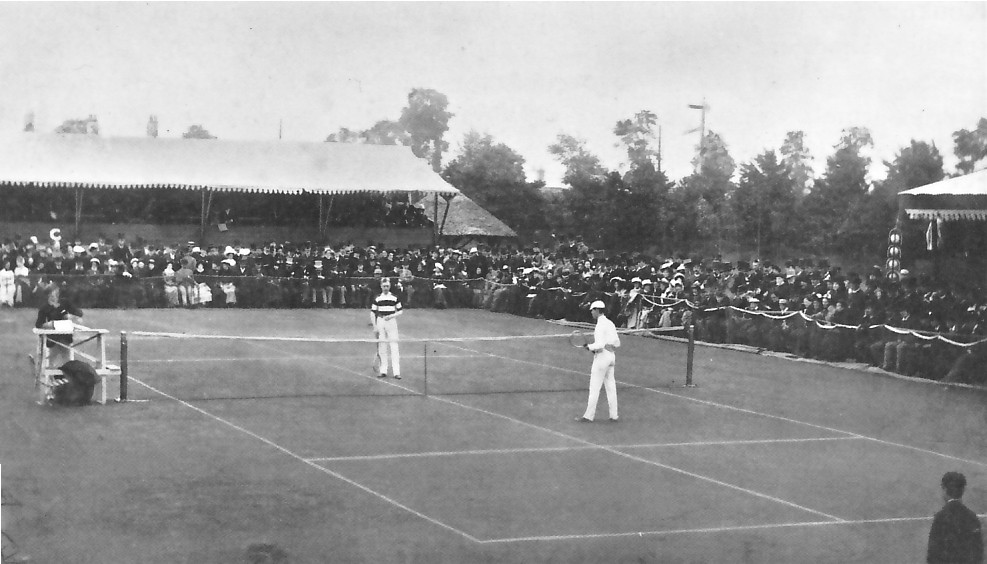
Das Wimbledon-Finale zwischen William und Ernest Renshaw

- 7. bis 16. Juli: Wimbledon Championships 1883

### Wintersport
- 3. Dezember: Eine Gruppe Münchener Ruderer gründet den Münchener Eislauf-Verein.
- Auf einer Naturbahn in der Schweiz wird das erste offizielle Rodelrennen durchgeführt.

## Geboren

### Januar
- 03. Januar: Duncan Gillis, kanadischer Hammer- und Diskuswerfer († 1963)
- 04. Januar: Pat Ryan, US-amerikanischer Leichtathlet († 1964)
- 05. Januar: Daniël Clarembaux, belgischer Ruderer († 1928)
- 05. Januar: Herbert Drury, britischer Turner († 1936)
- 05. Januar: Werner Jernström, schwedischer Sportschütze († 1930)
- 06. Januar: Léon Monnier, französischer Hochspringer († 1969)
- 08. Januar: Joseph Peroteaux, französischer Fechter († 1967)
- 09. Januar: William Garbutt, englischer Fußballspieler und -trainer († 1964)
- 09. Januar: Kalle Mikkolainen, finnischer Turner († 1928)
- 10. Januar: Oscar Goerke, US-amerikanischer Radrennfahrer († 1934)
- 11. Januar: Carlo Maffeis, italienischer Motorradrennfahrer († 1921)
- 13. Januar: Nate Cartmell, US-amerikanischer Leichtathlet († 1967)
- 15. Januar: Fritz Eggebrecht, deutscher Ruderer († unbekannt)
- 15. Januar: Ward McLanahan, US-amerikanischer Stabhochspringer und Hürdenläufer († 1974)
- 15. Januar: Lucien Pothier, französischer Radrennfahrer († 1957)
- 15. Januar: Herbert Pott, britischer Wasserspringer († 1953)
- 17. Januar: Charles Behm, luxemburgischer Kunstturner († 1924)
- 18. Januar: George Oliver, US-amerikanischer Golfspieler († 1965)
- 19. Januar: Antoinette Gillou, französische Tennisspielerin († 1949)
- 21. Januar: Mathias Hynes, britischer Tauzieher († 1926)
- 26. Januar: Kees Bekker, niederländischer Fußballspieler († 1964)
- 26. Januar: Bindo Maserati, italienischer Ingenieur, Unternehmer und Automobilrennfahrer († 1980)
- 27. Januar: Bok de Korver, niederländischer Fußballspieler († 1957)
- 27. Januar: Arthur Nordenswan, schwedischer Sportschütze († 1970)
- 27. Januar: Frantz Rosenberg, norwegischer Sportschütze († 1956)
- 29. Januar: Cecil Browning, britischer Racketsspieler († 1953)
- 31. Januar: Torkild Garp, dänischer Turner († 1976)
- 31. Januar: Arthur Newton, US-amerikanischer Langstreckenläufer († 1950)
- 31. Januar: Emil Voigt, britischer Leichtathlet († 1973)

### Februar
- 02. Februar: Pericle Pagliani, italienischer Mittel- und Langstreckenläufer († 1932)
- 05. Februar: Teddy Tetzlaff, US-amerikanischer Automobilrennfahrer († 1929)
- 06. Februar: Louis Darragon, französischer Radrennfahrer († 1918)
- 06. Februar: Luigi Gibezzi, italienischer Ingenieur, Fußballspieler und -funktionär († 1956)
- 06. Februar: Frederick Hulford, britischer Leichtathlet († 1976)
- 06. Februar: Jaroslav Just, böhmisch-tschechoslowakischer Tennisspieler († 1928)
- 07. Februar: Harry Haslam, englischer Hockeyspieler († 1955)
- 09. Februar: Frederick Holman, britischer Schwimmer († 1913)
- 18. Februar: Jacques Ochs, belgischer Fechter († 1971)
- 20. Februar: Désiré Hudelo, französischer Turner († 1964)
- 22. Februar: Anders Møller, dänischer Ringer († 1966)
- 22. Februar: Jay O’Brien, US-amerikanischer Bobfahrer († 1940)
- 23. Februar: Arthur Downes, britischer Segler († 1956)
- 25. Februar: Heinrich Siebenhaar, deutscher Kunstturner († 1946)
- 26. Februar: Nigel Barker, australischer Leichtathlet († 1948)
- 26. Februar: John Johansen, norwegischer Leichtathlet († 1947)

### März
- 01. März: Arthur Pasquier, französischer Radrennfahrer und Schrittmacher († 1963)
- 04. März: Arnold Churchill, britischer Leichtathlet († 1975)
- 05. März: Pietro Bianchi, italienischer Turner († 1965)
- 05. März: Ludwig Sauerhöfer, deutscher Ringer († 1914)
- 10. März: George Rennie, kanadischer Lacrossespieler († 1966)
- 11. März: Charles Bilot, französischer Fußballspieler († 1912)
- 12. März: Max Braun, US-amerikanischer Tauzieher († 1967)
- 14. März: Robert Olsson, schwedischer Hammerwerfer († 1954)
- 15. März: Per Fjästad, schwedischer Schwimmer († 1955)
- 17. März: Parmo Ferslew, dänischer Fußballspieler († 1951)
- 17. März: George Reiffenstein, kanadischer Ruderer († 1932)
- 19. März: Peter Hol, norwegischer Turner († 1981)
- 19. März: Oreste Mazzia, italienischer Fußballspieler und Mediziner († 1918)
- 20. März: George Wallach, britischer Langstrecken- und Crossläufer († 1980)
- 23. März: Alberto Braglia, italienischer Turner († 1954)
- 23. März: Oscar Osthoff, US-amerikanischer Gewichtheber und Schwimmer († 1950)
- 26. März: Arthur Southern, britischer Turner († 1940)
- 29. März: Riku Korhonen, finnischer Kunstturner († 1932)

### April
- 10. April: Richard Friesicke, deutscher Ruderer († 1949)
- 13. April: George Buckland, britischer Lacrossespieler († 1937)
- 14. April: Louis Bach, französischer Fußballspieler († 1914)
- 15. April: Gordon Sigurjonson, isländischer Eishockey- und Leichtathletiktrainer († 1967)
- 16. April: Georg de Laval, schwedischer Sportschütze und Moderner Fünfkämpfer († 1970)
- 17. April: Gus Dillon, kanadischer Lacrossespieler († 1952)
- 17. April: Ernest Hamilton, kanadischer Lacrosse- und Rugbyspieler († 1964)
- 19. April: Hjalmar Saxtorph, dänischer Schwimmer († 1942)
- 25. April: Maurice del Valle, französischer Eishockeytorwart († 1965)
- 26. April: Bruno Neumann, deutscher Vielseitigkeitsreiter († 1943)
- 29. April: Herman Bjørklund, norwegischer Tennisspieler († 1960)
- 29. April: Thorleif Holbye, norwegischer Segler († 1959)
- 29. April: Harry Stapley, englischer Fußballspieler († 1937)

### Mai
- 01. Mai: Karel Heijting, niederländischer Fußballspieler († 1951)
- 01. Mai: Jacques Léauté, französischer Schwimmer († 1916)
- 01. Mai: Gioacchino Vaccari, italienischer Turner († unbekannt)
- 02. Mai: Alessandro Cagno, italienischer Automobilrennfahrer († 1971)
- 02. Mai: Janne Gustafsson, schwedischer Sportschütze († 1942)
- 04. Mai: Gayle Dull, US-amerikanischer Hindernis- und Langstreckenläufer († 1918)
- 05. Mai: Rudolf Spielmann, österreichischer Schachgroßmeister († 1942)
- 10. Mai: Victor Johnson, britischer Radrennfahrer († 1951)
- 10. Mai: Heinz von Hennig, deutscher Schachspieler († 1947)
- 10. Mai: Gustaf Olson, schwedischer Turner († 1966)
- 12. Mai: Auguste Castille, französischer Turner († 1971)
- 14. Mai: Frederick Dix, britischer Eisschnellläufer († 1966)
- 15. Mai: Felix Bürkner, deutscher Dressurreiter († 1957)
- 18. Mai: Ernst Jordan, deutscher Fußballspieler († 1948)
- 22. Mai: Otakar Lada, böhmischer Fechter († 1956)
- 22. Mai: Paul Lindpaintner, deutscher Tennisspieler († 1969)
- 25. Mai: Carl Johan Lind, schwedischer Leichtathlet († 1965)
- 25. Mai: Aage Madsen, dänischer Tennisspieler und Sportfunktionär († 1937)
- 26. Mai: Francis Honeycutt, US-amerikanischer Florettfechter († 1940)
- 28. Mai: Ale Riipinen, finnischer Turner († 1957)
- 29. Mai: Waldemar Holberg, dänischer Boxer († 1947)
- 30. Mai: John Henriksson, finnischer Schwimmer († 1948)
- 30. Mai: Maarten de Wit, niederländischer Segler († 1965)

### Juni
- 02. Juni: Ervin Barker, US-amerikanischer Hochspringer († 1961)
- 02. Juni: Henri Stoffel, französischer Automobilrennfahrer († 1972)
- 04. Juni: Sigfrid Jacobsson, schwedischer Marathonläufer († 1961)
- 05. Juni: Robert Gufflet, französischer Segler († 1933)
- 07. Juni: Horst Goeldel-Bronikowen, deutscher Sportschütze († unbekannt)
- 09. Juni: Robert Coleman, britischer Segler († 1960)
- 12. Juni: Fernand Gonder, französischer Stabhochspringer († 1969)
- 20. Juni: Hermann Rützler, österreichischer Fotograf und Automobilrennfahrer († 1960)
- 21. Juni: Richard Remer, US-amerikanischer Leichtathlet († 1973)
- 23. Juni: Winifred Beamish, englische Tennisspielerin († 1972)
- 23. Juni: Peter Öhler, deutscher Ringer († 1945)
- 24. Juni: Frank Verner, US-amerikanischer Leichtathlet († 1966)
- 25. Juni: Hans Tronner, österreichischer Leichtathlet († 1951)
- 26. Juni: Erich Graf von Bernstorff-Gyldensteen, deutscher Sportschütze († 1968)
- 29. Juni: Fernand Bosmans, belgischer Fechter († 1960)
- 29. Juni: Norman Whitley, britischer Lacrossespieler († 1957)
- 30. Juni: Johan Olin, finnischer Ringer († 1928)
- 30. Juni: Ed Wachter, US-amerikanischer Basketballspieler († 1966)

### Juli
- 03. Juli: Émile-Georges Drigny, französischer Wasserballspieler und Sportfunktionär († 1957)
- 07. Juli: Albert Clément, französischer Automobilrennfahrer († 1907)
- 08. Juli: Oszkár Gerde, ungarischer Fechter († 1944)
- 12. Juli: Sidney Parvin, britischer Schwimmer und Wasserballspieler († 1956)
- 15. Juli: Reginald Percy Crabbe, britischer Mittelstreckenläufer († 1964)
- 16. Juli: Tellef Wagle, norwegischer Segler († 1957)
- 18. Juli: Dorothy Holman, britische Tennisspielerin († 1968)
- 24. Juli: Clarence Childs, US-amerikanischer Hammerwerfer († 1960)
- 25. Juli: Carl Pedersen, dänischer Turner († 1971)
- 26. Juli: Eric Dutton, britischer Lacrossespieler († 1968)
- 27. Juli: Jóhannes á Borg, isländischer Ringer († 1968)
- 29. Juli: Max Holsboer, Schweizer Eishockeyspieler († 1958)
- 31. Juli: Ludwig Hussak, österreichischer Fußballspieler († 1965)
- 31. Juli: Theodore Mavrogordato, englischer Tennisspieler († 1941)

### August
- 01. August: Isidor Goudeket, niederländischer Turner († 1943)
- 01. August: August Lindgren, dänischer Fußballspieler († 1945)
- 06. August: Emil Ketterer, deutscher Leichtathlet († 1959)
- 08. August: Kristoffer Olsen, norwegischer Segler († 1948)
- 10. August: Konrad Kain, kanadischer Bergsteiger († 1934)
- 11. August: William Hamilton, US-amerikanischer Leichtathlet († 1955)
- 12. August: Ture Wersäll, schwedischer Tauzieher († 1965)
- 14. August: Gwendoline Eastlake-Smith, englische Tennisspielerin († 1941)
- 16. August: Karel Verbist, belgischer Radrennfahrer († 1909)
- 17. August: Louis Quempe, französischer Turner († 1961)
- 18. August: Sidney Hatch, US-amerikanischer Langstreckenläufer († 1966)
- 19. August: Hans Schwarz, deutscher Ringer († 1960)
- 24. August: Alberto Bonacossa, italienischer Tennisspieler, Eiskunstläufer und Sportfunktionär († 1953)
- 26. August: Bengt Heyman, schwedischer Segler († 1942)
- 28. August: Kalle Kustaa Paasia, finnischer Turner († 1961)
- 31. August: Ramón Fonst, kubanischer Fechter († 1959)

### September
- 01. September: Daniel Kelly, US-amerikanischer Weitspringer und Sprinter († 1920)
- 01. September: Thomas Loudon, kanadischer Ruderer und Rudertrainer († 1968)
- 02. September: Edmond Crahay, belgischer Fechter († 1957)
- 02. September: Christian Dick, norwegischer Segler († 1955)
- 05. September: Mel Sheppard, US-amerikanischer Leichtathlet († 1942)
- 06. September: Giovanni Goccione, italienischer Fußballspieler († 1952)
- 07. September: Herman Cederberg, finnischer Schwimmer († 1969)
- 08. September: Jens Salvesen, norwegischer Segler († 1976)
- 08. September: Douglas Turner, US-amerikanischer Tennisspieler († 1959)
- 09. September: Omer Beaugendre, französischer Radrennfahrer († 1954)
- 12. September: Walter Rütt, deutscher Radrennfahrer († 1964)
- 13. September: LeRoy Samse, US-amerikanischer Leichtathlet († 1956)
- 14. September: Casimir Reuterskiöld, schwedischer Sportschütze († 1953)
- 16. September: Ettore Massari, italienischer Turner († 1959)
- 17. September: Jaroslav Hainz, böhmischer Tennisspieler († unbekannt)
- 17. September: John Lindroth, finnischer Turner († 1960)
- 17. September: Bertil Tallberg, finnischer Segler († 1963)
- 20. September: Robert Leavitt, US-amerikanischer Leichtathlet († 1954)
- 22. September: William Eastcott, kanadischer Sportschütze († 1972)
- 22. September: Ole Sørensen, norwegischer Segler († 1958)
- 24. September: Lawson Robertson, US-amerikanischer Leichtathlet und Trainer († 1951)
- 30. September: Valdemar Bøggild, dänischer Turner († 1943)
- 30. September: Erik Norberg, schwedischer Turner († 1954)

### Oktober
- 01. Oktober: Joseph Fleming, US-amerikanischer Sprinter († 1960)
- 02. Oktober: Lesley Ashburner, US-amerikanischer Hürdenläufer († 1950)
- 02. Oktober: Rudolf Kauschka, deutschböhmischer Rennrodler († 1960)
- 05. Oktober: Niels Nielsen, norwegischer Segler († 1961)
- 05. Oktober: Samuel Walker, britischer Turner († 1960)
- 08. Oktober: Frank Belote, US-amerikanischer Sprinter und Hochspringer († 1928)
- 12. Oktober: Johann Studnicka, österreichischer Fußballer († 1967)
- 15. Oktober: John Eller, US-amerikanischer Leichtathlet († 1967)
- 15. Oktober: George Hawkins, britischer Sprinter († 1917)
- 15. Oktober: Axel Runström, schwedischer Wasserballspieler und Wasserspringer († 1943)
- 15. Oktober: Karl-Gustaf Vingqvist, schwedischer Turner († 1967)
- 16. Oktober: Halfdan Hansen, norwegischer Segler († 1953)
- 17. Oktober: Thaddeus Shideler, US-amerikanischer Leichtathlet († 1966)
- 22. Oktober: Harald Sandberg, schwedischer Segler († 1940)
- 23. Oktober: Arno Bieberstein, deutscher Schwimmer († 1918)
- 23. Oktober: Lajos Werkner, ungarischer Fechter († 1943)
- 26. Oktober: Paul Pilgrim, US-amerikanischer Leichtathlet († 1958)
- 27. Oktober: Charles Scott, britischer Lacrossespieler († 1954)
- 29. Oktober: Victor Hochepied, französischer Schwimmer († 1966)
- 30. Oktober: Karel Gleenewinkel Kamperdijk, niederländischer Fußballspieler († 1975)
- 31. Oktober: Anthony Wilding, neuseeländischer Tennisspieler († 1915)

### November
- 02. November: Willem Boerdam, niederländischer Fußballspieler († 1966)
- 05. November: Louis Otten, niederländischer Fußballspieler und Mediziner († 1946)
- 05. November: Ernie Parker, australischer Cricket- und Tennisspieler († 1918)
- 05. November: Emmerich Rath, deutsch-böhmischer Allround-Sportler († 1962)
- 06. November: Anders Hylander, schwedischer Turner († 1967)
- 11. November: Friedrich Golling, österreichischer Fechter († 1974)
- 11. November: John Wodehouse, britischer Polospieler († 1941)
- 12. November: Malcolm Champion, neuseeländischer Schwimmer († 1939)
- 13. November: Leo Goodwin, US-amerikanischer Schwimmer und Wasserballspieler († 1957)
- 13. November: Ladislaus Kurpiel, österreichischer Fußballspieler († 1930)
- 14. November: Paal Kaasen, norwegischer Segler († 1963)
- 15. November: Antti Raita, finnischer Radrennfahrer († 1968)
- 16. November: Emil Breitkreutz, US-amerikanischer Leichtathlet und Basketballtrainer († 1972)
- 17. November: Gaston Amson, französischer Fechter († 1960)
- 17. November: Erik Granfelt, schwedischer Turner, Tauzieher und Fußballspieler († 1962)
- 17. November: Walfrid Hellman, schwedischer Sportschütze († 1952)
- 18. November: Albert Oldman, britischer Boxer († 1961)
- 23. November: Gerard de Vries Lentsch, niederländischer Segler († 1973)
- 30. November: Frithjof Olsen, norwegischer Turner († 1922)

### Dezember
- 01. Dezember: Aage Andersen, dänischer Fußballspieler († 1976)
- 06. Dezember: Arne Sunde, norwegischer Sportschütze († 1972)
- 09. Dezember: Richard Gregg, irischer Hockeyspieler († 1945)
- 11. Dezember: Ercole Olgeni, italienischer Ruderer († 1947)
- 14. Dezember: Ueshiba Morihei, japanischer Sportler (Begründer der Kampfkunst Aikidō) († 1969)
- 15. Dezember: Gioacchino Armano, italienischer Fußballspieler († 1965)
- 15. Dezember: Jock Stewart, schottischer Bahnradsportler († 1950)
- 16. Dezember: Cyrille Van Hauwaert, belgischer Radrennfahrer († 1974)
- 19. Dezember: Emil Henriques, schwedischer Segler († 1957)
- 21. Dezember: Georges Bayrou, französischer Fußballspieler und -funktionär († 1953)
- 22. Dezember: Marcus Hurley, US-amerikanischer Bahnradrennfahrer und Basketballspieler († 1941)
- 23. Dezember: Hjalmar Cedercrona, schwedischer Turner († 1969)
- 23. Dezember: Dixie Kid, US-amerikanischer Boxer († 1934)
- 23. Dezember: Arthur Vanderstuyft, belgischer Radrennfahrer († 1956)
- 26. Dezember: Carl Ahues, deutscher Schachspieler († 1968)
- 26. Dezember: Karl Burger, deutscher Fußballspieler († 1959)
- 30. Dezember: Jakob Neser, deutscher Ringer († 1965)

### Datum unbekannt
- August Ehrich, deutscher Kunstturner († unbekannt)
- Rem Fowler, britischer Motorradrennfahrer († 1963)
- Otto Franke, deutscher Turner und Steinstoßer († 1935)
- Georgios Papachristou, griechischer Tauzieher und Leichtathlet († unbekannt)
- Auguste Pesloy, französischer Wasserballspieler († unbekannt)
- David Robertson, britischer Radsportler († 1963)
- Konstandinos Spetsiotis, griechischer Geher († 1966)
- Spotted Tail, kanadischer Lacrossespieler († unbekannt)
- Spyros Vellas, griechischer Tauzieher und Leichtathlet († 1950)
- Nikolai Woronkow, russischer Schwimmer († unbekannt)
- Zdeněk Žemla, böhmischer Tennisspieler († 1927)

## Gestorben
- 24. Juli: Matthew Webb, britischer Langstreckenschwimmer (* 1848)